# Oberrodach
Oberrodach ist ein Gemeindeteil des Marktes Marktrodach im oberfränkischen Landkreis Kronach in Bayern.

## Geographie
Das Kirchdorf Oberrodach liegt im Tal der Rodach nordöstlich von Unterrodach und nördlich von Kleinvichtach, mit denen es eine geschlossene Siedlung bildet. Durch den Ort fließt der Rehenbach, der in Unterrodach links in die Rodach mündet. Die Bundesstraße 173 führt an Höfles vorbei nach Kronach (5 km südwestlich) bzw. an Zeyern vorbei nach Wallenfels (5,5 km nordöstlich). Die Bundesstraße 303 verläuft über Großvichtach nach Seibelsdorf (4 km südöstlich). Eine Gemeindeverbindungsstraße verbindet mit Zeyern (1,5 km nordöstlich).

## Geschichte
Oberrodach wurde erstmals zu Beginn des 14. Jahrhunderts urkundlich erwähnt.
Der Ort bildete mit der Angermühle, Kreuzmühle und Oberrodacher Mühle eine Realgemeinde. Gegen Ende des 18. Jahrhunderts gab es 35 Anwesen und 1 Gemeindehirtenhaus und -bräuhaus. Das Hochgericht übte das bambergische Centamt Kronach aus. Die Dorf- und Gemeindeherrschaft hatte das bambergische Vogteiamt Stadtsteinach inne. Grundherren waren
- das Kastenamt Kronach (5 Anwesen: 1 Söldengütlein, 2 halbe Söldengüter, 2 Tropfhäuser),
- das bambergische Amt Wartenfels (2 Gülthöfe),
- das Gotteshaus Kronach (1 Gülthof, 1 Söldengut),
- das Seniorat von Waldenfels (1 Söldengütlein, 15 Tropfhäuser),
- das Rittergut Nagel-Oberlangenstadt (1 Gülthof, 2 Gütlein, 2 Häuser, 1 Schneidmühle, 1 Mahl- und Schneidmühle),
- das Rittergut Forstlahm (1 Söldengut),
- das Rittergut Steinenhausen (1 Söldengut),
- das Seniorat von Redwitz (1 Schneidmühle).[5][6]

Oberrodach ging durch den Reichsdeputationshauptschluss im Jahr 1803 in den Besitz des Kurfürstentums Bayern über. Mit dem Ersten Gemeindeedikt wurde Oberrodach dem 1808 gebildeten Steuerdistrikt Zeyern zugeordnet. Mit dem Zweiten Gemeindeedikt entstand 1818 die Ruralgemeinde Oberrodach, zu der Angermühle, Kreuzmühle und Oberrodacher Mühle gehörten. Sie war in Verwaltung und Gerichtsbarkeit dem Landgericht Kronach zugeordnet und in der Finanzverwaltung dem Rentamt Kronach, 1919 in Finanzamt Kronach umbenannt. In der freiwilligen Gerichtsbarkeit gehörten einige Anwesen bis 1848 Patrimonialgerichten an, die aus den ehemaligen Rittergütern entstanden sind. Ab 1862 gehörte Oberrodach zum Bezirksamt Kronach, 1939 in Landkreis Kronach umbenannt. Die Gerichtsbarkeit blieb beim Landgericht Kronach, 1879 in das Amtsgericht Kronach umgewandelt. Die Gemeinde hatte eine Fläche von 2,248 km².
Am 1. Mai 1978 wurde Oberrodach im Zuge der Gebietsreform in Bayern in die neu gebildete Gemeinde Marktrodach eingegliedert.

### Baudenkmäler
In der Bayerischen Denkmalliste sind fünf Baudenkmäler aufgeführt:
- Ehemaliges Schulhaus
- Gasthaus
- Drei Privathäuser[10]

### Einwohnerentwicklung
Gemeinde Oberrodach
| Jahr      | 1840   | 1852   | 1855   | 1861   | 1867   | 1871   | 1875   | 1880   | 1885   | 1890   | 1895   | 1900   | 1905   | 1910   | 1919   | 1925   | 1933   | 1939   | 1946   | 1950   | 1952   | 1961  | 1970   |
| Einwohner | 325    | 406    | 387    | 382    | 347    | 378    | 396    | 414    | 423    | 390    | 371    | 386    | 375    | 375    | 378    | 404    | 416    | 356    | 544    | 552    | 554    | 695   | 693    |
| Häuser    |        |        |        |        |        | 59     |        |        | 74     | 83     |        | 74     |        |        |        | 70     |        |        |        | 82     |        | 126   |        |
| Quelle    | [ 12 ] | [ 12 ] | [ 12 ] | [ 13 ] | [ 14 ] | [ 15 ] | [ 16 ] | [ 17 ] | [ 18 ] | [ 19 ] | [ 12 ] | [ 20 ] | [ 12 ] | [ 21 ] | [ 12 ] | [ 22 ] | [ 12 ] | [ 12 ] | [ 12 ] | [ 23 ] | [ 12 ] | [ 8 ] | [ 24 ] |

Ort Oberrodach
| Jahr      | 001818 | 001861 | 001871 | 001885 | 001900 | 001925 | 001950 | 001961 | 001970 | 001987 |
| Einwohner | 295    | 371    | 360    | 403    | 361    | 378    | 531    | 685    | 687    | 741    |
| Häuser    | 40     |        |        | 72     | 70     | 67     | 80     | 124    |        | 198    |
| Quelle    | [ 7 ]  | [ 13 ] | [ 15 ] | [ 18 ] | [ 20 ] | [ 22 ] | [ 23 ] | [ 8 ]  | [ 24 ] | [ 1 ]  |

### Wappen
Blasonierung: „Unter einem von Silber und Schwarz gevierten Schildhaupt gespalten von Gold und Blau; vorne ein linksgewendeter, mit einer silbernen Schräglinksleiste überdeckter, rot bewehrter schwarzer Löwe; hinten ein silbernes Einhorn.“

## Religion
Der Ort ist seit der Reformation evangelisch-lutherisch geprägt und nach St. Andreas in Seibelsdorf gepfarrt. Die katholische Minderheit ist nach St. Leonhard in Zeyern gepfarrt. Durch den Zuzug von Vertriebenen nach dem Zweiten Weltkrieg wuchs der Anteil der Katholiken, so dass 1967 der Bau einer katholischen Kirche als Filialkirche in Oberrodach beschlossen wurde. Die Grundsteinlegung fand 1969 statt, am 20. September 1970 wurde die Kirche Heilig Kreuz durch den Weihbischof in Bamberg Martin Wiesend geweiht. Der Kampanile wurde 1971 errichtet. Das Gotteshaus entstand nach einem Entwurf des Kronacher Architekten Baptist Detsch.